# Смородьківська сільська рада
Сморо́дьківська сільська́ ра́да — адміністративно-територіальна одиниця та орган місцевого самоврядування в Куп'янському районі Харківської області. Адміністративний центр — село Смородьківка.

## Загальні відомості
- Смородьківська сільська рада утворена в 1923 році.
- Територія ради: 54,52 км²
- Населення ради: 630 осіб (станом на 2001 рік)
- Територією ради протікає річка Куп'янка.

## Населені пункти
Сільській раді підпорядковані населені пункти:
- с. Смородьківка
- с. Велика Шапківка
- с. Ковалівка
- с. Паламарівка

### Колишні населені пункти
- Кленки

## Склад ради
Рада складається з 14 депутатів та голови.
- Голова ради: Савич Віталій Павлович
- Секретар ради: Сергієнко Алла Володимирівна

### Керівний склад попередніх скликань
| Прізвище, ім'я, по батькові | Основні відомості                                                         | Дата обрання | Дата звільнення |
| --------------------------- | ------------------------------------------------------------------------- | ------------ | --------------- |
| Серенко Сергі Васильович    | Сільський голова, 1955 року народження, член Партії регіонів              | 26.03.2006   | 31.10.2010      |
| Серенко Сергій Васильович   | Сільський голова, 1955 року народження, освіта вища, член Партії регіонів | 31.10.2010   | 31.03.2014      |
| Савич Віталій Павлович      | Сільський голова, 1968 року народження, освіта вища, безпартійний         | 26.10.2014   |                 |

Примітка: таблиця складена за даними сайту Верховної Ради України

### Депутати
За результатами місцевих виборів 2010 року депутатами ради стали:

#### За суб'єктами висування
| Суб'єкт висування                 | Кількість обраних депутатів | %    |
| --------------------------------- | --------------------------- | ---- |
| Партія регіонів                   | 13                          | 92,9 |
| Політична партія «Сильна Україна» | 1                           | 7,1  |

#### За округами
| № округу                          | Прізвище, ім'я, по батькові        | Дата визнання обраним | Освіта  | Партійна приналежність                  | Відомості про обраного депутата                          |
| --------------------------------- | ---------------------------------- | --------------------- | ------- | --------------------------------------- | -------------------------------------------------------- |
| Партія регіонів                   |                                    |                       |         |                                         |                                                          |
| 1                                 | Бредченко Наталія Леонідівна       | 01.11.2010            | середня | член Партії регіонів                    | ЧП «Черсунова Н. П.», продавець                          |
| 2                                 | Черкас Оксана Володимирівна        | 01.11.2010            | середня | член Партії регіонів                    | відділення зв'язку с. Смородьківка, начальник            |
| 3                                 | Сергієнко Алла Володимирівна       | 01.11.2010            | вища    | член Партії регіонів                    | Смородьківська сільська рада, секретар                   |
| 4                                 | Гожа Ірина Анатоліївна             | 01.11.2010            | вища    | член Партії регіонів                    | Смородьківська загальноосвітня школа, вчитель            |
| 5                                 | Вишневська Валентина Олександрівна | 01.11.2010            | середня | член Партії регіонів                    | тимчасово не працює                                      |
| 6                                 | Сергієнко Віталій Володимирович    | 01.11.2010            | середня | член Партії регіонів                    | тимчасово не працює                                      |
| 7                                 | Михайлюк Інна Олександрівна        | 01.11.2010            | середня | член Партії регіонів                    | Смородьківська сільська рада, інспектор — касир          |
| 8                                 | Варіч Ганна Володимирівна          | 01.11.2010            | середня | член Партії регіонів                    | тимчасово не працює                                      |
| 9                                 | Бондаренко Тамара Іванівна         | 01.11.2010            | середня | член Партії регіонів                    | Смородьківська загальноосвітня школа, працівник їдальні  |
| 10                                | Домашенко Віктор Валентинович      | 01.11.2010            | середня | член Партії регіонів                    | Смородьківська загальноосвітня школа, сторож             |
| 11                                | Григоров Олег Володимирович        | 01.11.2010            | вища    | член Партії регіонів                    | ПСП «Смородьківка», головний вет.лікар                   |
| 12                                | Соліда Тетяна Павлівна             | 01.11.2010            | середня | член Партії регіонів                    | Смородьківський фельдшерсько-акушерський пункт, акушерка |
| 13                                | Скрипка Василь Георгійович         | 01.11.2010            | середня | член Партії регіонів                    | лісгосп, майстер                                         |
| Політична партія «Сильна Україна» |                                    |                       |         |                                         |                                                          |
| 14                                | Вербицька Ольга Василівна          | 01.11.2010            | середня | член Політичної партії «Сильна Україна» | пенсіонер                                                |